# دوندرن
دوندرن (به هلندی: Donderen) یک منطقهٔ مسکونی در هلند است که در تینارلو واقع شده‌است. دوندرن ۴۵۰ نفر جمعیت دارد.